# Religión en la Antártida

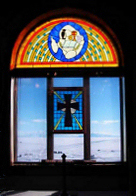
Capilla de las Nieves, en la Antártida.

La Antártida cuenta con varios lugares de culto, y tiene una demanda creciente de servicios religiosos y de espacios de culto en su territorio. A pesar del dicho «por debajo de 40 grados sur no hay ley; por debajo de 50 grados sur no hay Dios», la exploración del continente estuvo estrechamente relacionada con las actividades religiosas y contó con numerosos religiosos (por ejemplo, geofísicos jesuitas). Algunos de los primeros edificios religiosos están protegidos como monumentos históricos.
En la actualidad, los únicos edificios religiosos de la Antártida son de la religión cristiana.

## Comienzos

### Cristianismo

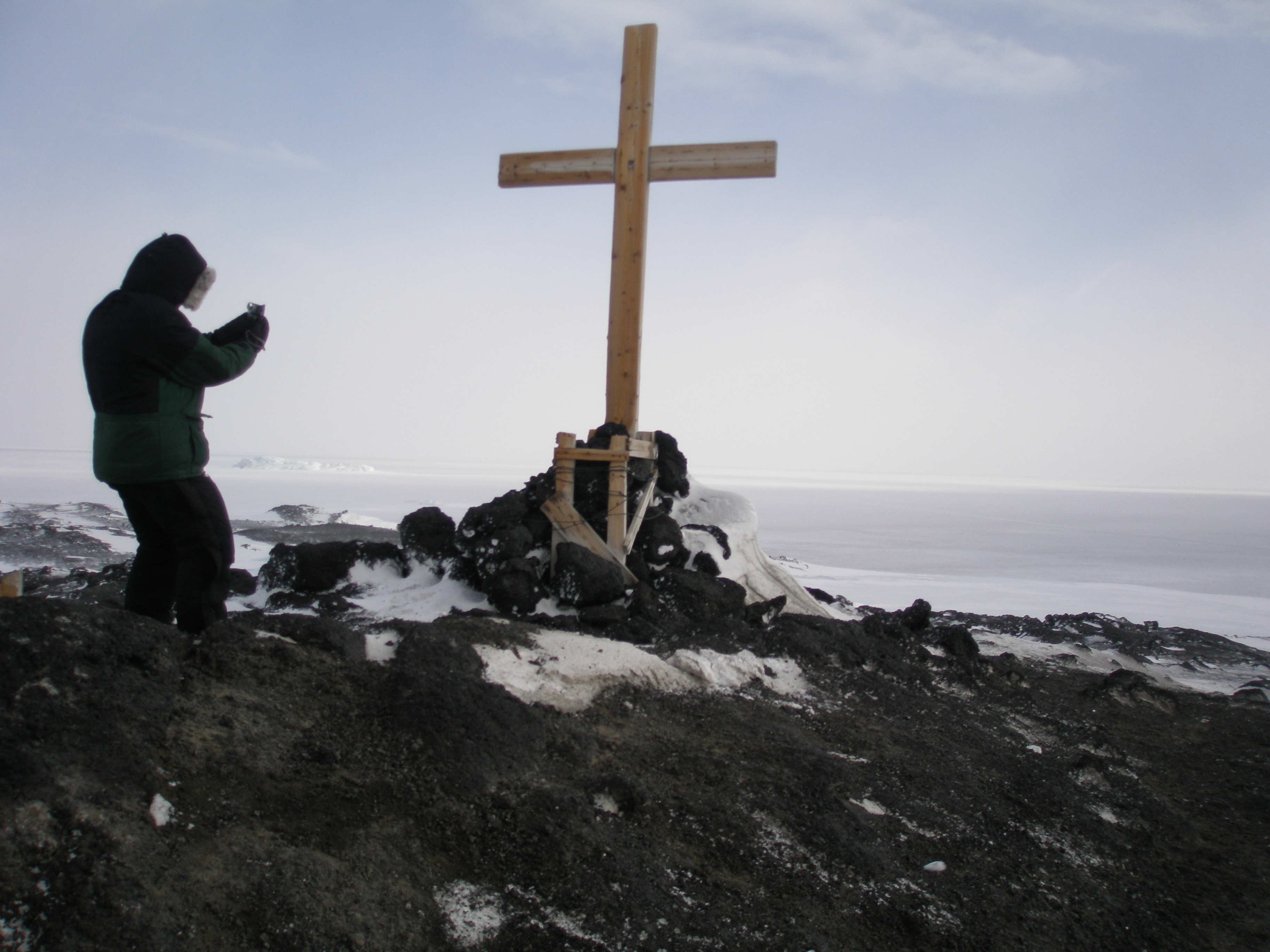
Cruz conmemorativa erigida en Cabo Evans.

En la Expedición Imperial Transantártica de Ernest Shackleton de 1914–1917, el equipo del mar de Ross, liderado por el capitán Aeneas Mackintosh, erigió una cruz en el cerro Wind Vane en memoria de los tres miembros de la tripulación que murieron en la zona en 1916. La cruz fue catalogada como sitio o monumento histórico de la Antártida (SMH 17) a petición de Nueva Zelanda y el Reino Unido a la Reunión Consultiva del Tratado Antártico.
La primera misa de la Iglesia católica celebrada en la Antártida fue oficiada por el jesuita español Padre Felipe Lérida el 20 de febrero de 1946 en la capilla Stella Maris del observatorio Orcadas del Sud del territorio antártico de la  Argentina, quien erigió una cruz de 8 metros y lo comunicó al papa Pío XII telegráficamente:

Santísimo Padre Pío XII - Ciudad Vaticano. Celebrada primera misa, erigida Cruz, establecido culto Virgen María, Continente Antártico, Islas Orcadas, República Argentina. Solicita bendición Padre Lérida, Jesuita, Buenos Aires.

El Padre Felipe Lérida, español, nacido en Almarza (Soria) en 1882, había sido entre 1927 y 1931 el primer superior jesuita en Paraguay desde la expulsión de 1767. Residente posteriormente en Buenos Aires, fue destinado a la Antártida en 1946.

William Menster (1913–2007), sacerdote católico y teniente comandante de la Armada de los Estados Unidos durante la Operación Highjump, realizó el primer servicio religioso completo en la Antártida continental en 1947. Durante un culto católico realizado en una tienda de campaña instalada en tierra, consagró la Antártida.
Aunque el uso mayoritario de estas construcciones es para cultos cristianos, la Capilla de las Nieves también se ha utilizado para ceremonias budistas y bahái. Algunos edificios están catalogados como sitios históricos, como la cruz de madera y la estatua de la Virgen del Carmen de la Base Naval Capitán Arturo Prat.

### Islam
Aunque el programa pakistaní y la construcción de la base antártica Jinnah supuso el acceso de musulmanes a la Antártida en 1991, por el momento[actualizar] no se han construido mezquitas en el continente ni en ninguna de las islas periféricas. Aún[actualizar] se está considerando cuáles son las maneras óptimas de practicar los ritos y costumbres islámicas en la zona; en particular, en lo que se refiere al ayuno de Ramadán.

## Historia (incluidas las islas subantárticas)

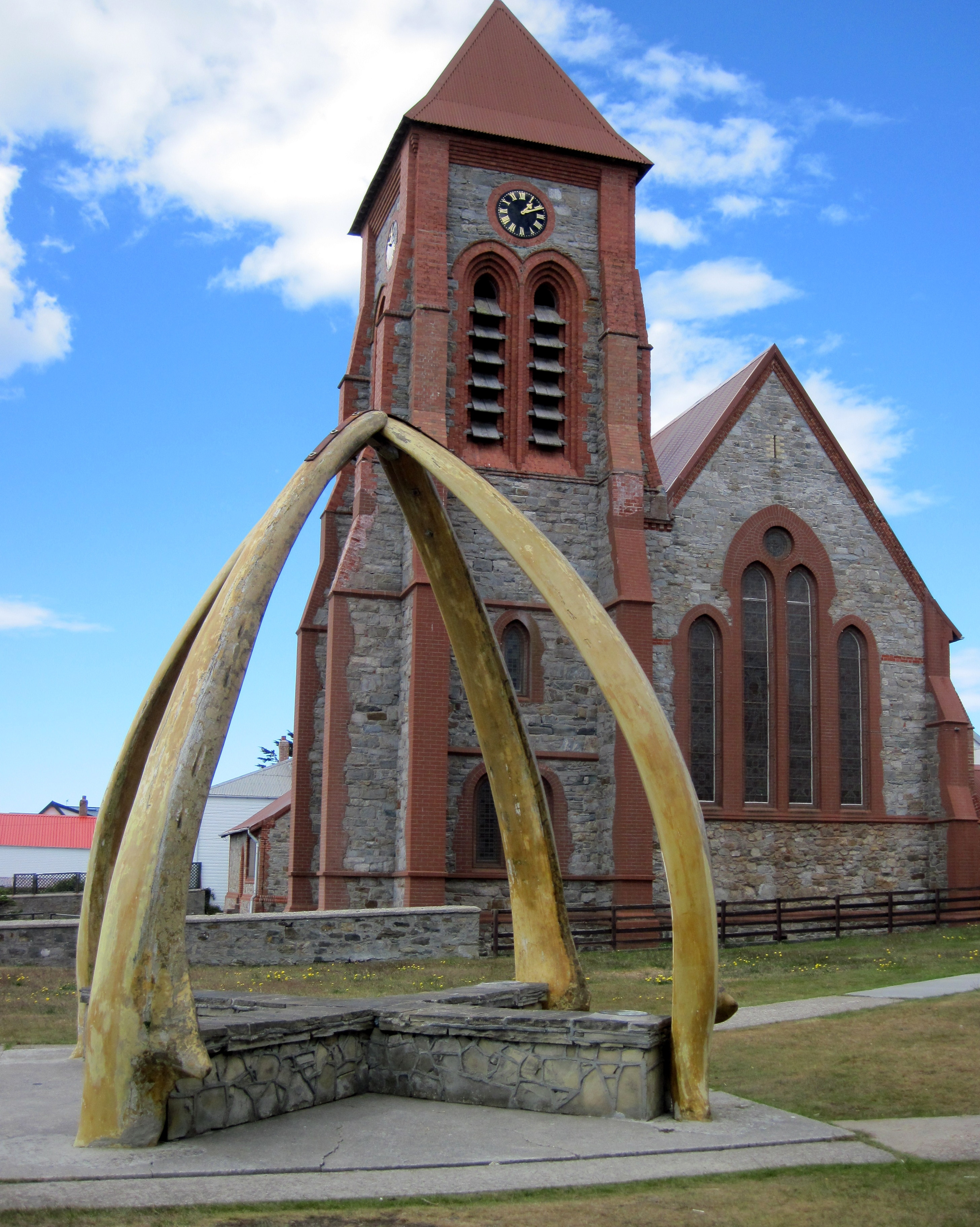
Catedral de la Iglesia de Cristo en las Islas Malvinas y arco de huesos de ballena.

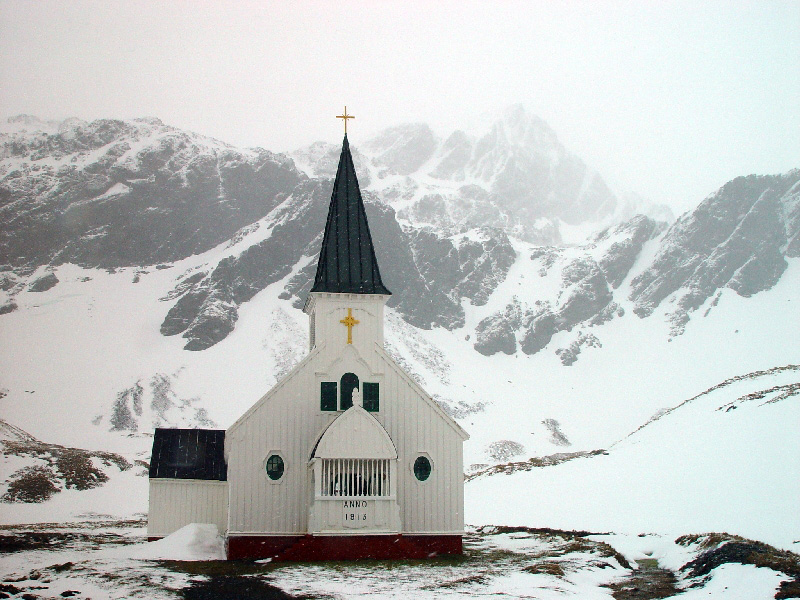
Iglesia luterana noruega de Grytviken en la Isla San Pedro (Georgia del Sur).

Alrededor de 1900, se construyeron estaciones balleneras y campamentos de expedición en la Antártida. Tras la Segunda Guerra Mundial, algunas expediciones militares exploraron la región. El Año Geofísico Internacional (1957–1958) marcó el final de un largo periodo durante la Guerra Fría caracterizado por la interrupción del intercambio científico entre los bloques oriental y occidental. A partir de los años 1950, la mayoría de las bases se han construido exclusivamente para hacer investigaciones científicas.
Las estancias prolongadas en la región pueden suponer una experiencia muy estresante para los investigadores que a menudo están lejos de sus seres queridos durante meses.
Las primeras iglesias al sur de la convergencia antártica y al norte de 60° S (y por ende excluidas del Sistema del Tratado Antártico) son Notre-Dame des Vents en Port-aux-Français, en la isla principal de las islas Kerguelen y la iglesia luterana noruega de Grytviken, una capilla de la Iglesia de Noruega situada en Grytviken, en las islas Georgias del Sur (desde 1913). Después de años de abandono y desgaste a causa de las inclemencias naturales (el tejado fue dañado en 1994), la iglesia de Grytviken fue restaurada entre 1996 y 1998 por los guardianes del Museo de Georgia del Sur y por voluntarios y en la actualidad alberga servicios ocasionales de culto y ceremonias de matrimonio.
Algunas iglesias construidas al norte de la convergencia antártica atienden a territorios antárticos, como la Catedral de la Iglesia de Cristo situada en Puerto Stanley, que es la catedral anglicana más meridional del mundo. Sirve como iglesia parroquial no solo para las islas Malvinas, sino también para la isla Georgia del Sur y el Territorio Antártico Británico. Punta Arenas, en el extremo meridional de la parte continental de América del Sur, también tiene una catedral católica que sirve al Territorio Antártico Chileno.
Los cristianos han recurrido cada vez más a Internet para practicar su religión en el siglo XXI.

## Edificios religiosos

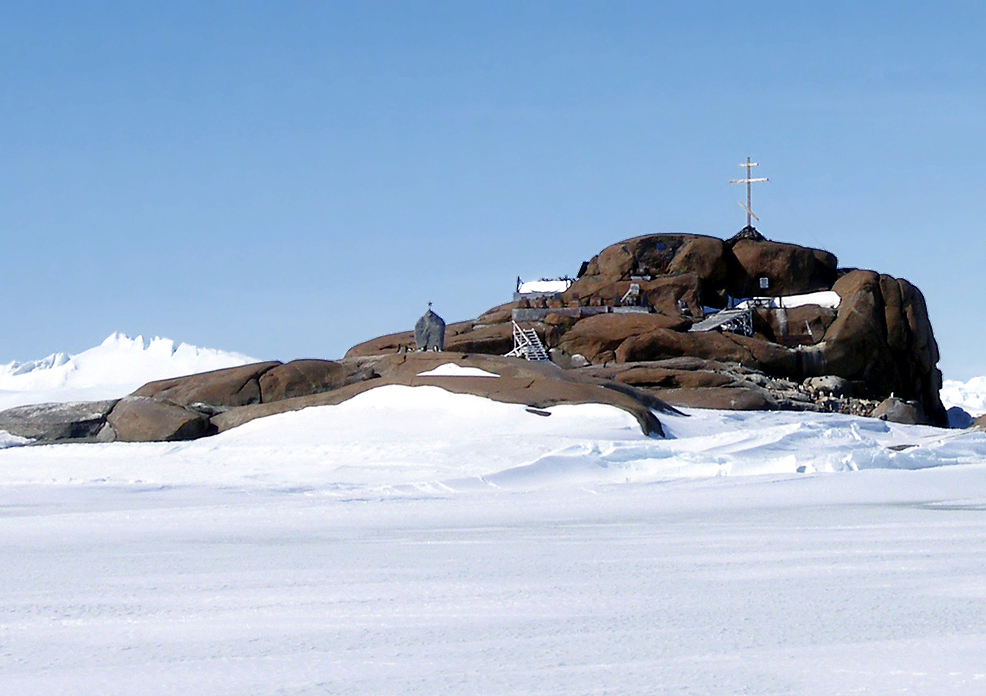
Vista del cementerio de la isla Buromski con su cruz ortodoxa y la Piedra de Iván Jmara.

De las cerca de 90 bases que hay en la Antártida, la mitad solamente se utiliza en los meses de verano. La mayoría de las bases cuenta con una pequeña habitación de reuniones dispuesta también para oficiar cultos religiosos. Las bases y comunidades de mayor tamaño emplean una habitación propia, a menudo un contenedor de acero improvisado para fines religiosos.
La Capilla de las Nieves fue erigida por el capellán católico John C. Condit y personal voluntario en horas libres en 1956 en la base McMurdo (isla de Ross) como capilla para varias denominaciones cristianas. Ofrece servicios protestantes y católicos, pero también alberga reuniones de otras religiones, como los mormones, bahái y budistas, e incluso para grupos no religiosos, como Alcohólicos Anónimos. Fue reconstruida tras un incendio en 1978 y reconsagrada en 1989. Luego de que Estados Unidos dejó de proveer un capellán católico a sus misiones antárticas, fue asistida en verano desde 1967 hasta 2015 por sacerdotes católicos de Nueva Zelanda, el último de ellos fue Gerard Creagh de la diócesis de Christchurch, quien cada dos semanas viajaba hasta la base Amundsen-Scott.

### Sitios católicos
El Programa Antártico Mundial propone construir una capilla católica en la base Mario Zucchelli (bahía Terra Nova). La mayor parte de los sitios católicos de la Antártida se debe a la presencia argentina en el continente. La primera capilla plenamente católica, la capilla San Francisco de Asís, fue inaugurada el 18 de febrero de 1976 en la base argentina Esperanza por el jesuita Buenaventura De Filippis, que invernó en la base dos años consecutivos. Allí se celebró en 1978 el primer matrimonio religioso en la Antártida, el bautismo de Emilio Marcos Palma, el primer nacimiento registrado de un ser humano en la Antártida, y las primeras comuniones en celebrarse en el continente austral. El 12 de enero de 2001 fue entronizada en la capilla una reliquia de san Héctor Valdivielso Sáez. En noviembre de 2014 el capellán mayor del Ejército Argentino entregó a la dotación de la base una reliquia de san Francisco de Asís para la capilla.
La capilla cristiana (o, de hecho, de cualquier religión) más meridional se encuentra en la base Belgrano II, en el Nunatak Bertrab, en la Tierra de Coats, a unos 1300 km del Polo Sur geográfico. Se trata de una capilla católica permanente hecha de hielo, la Capilla de Nuestra Señora de las Nieves.
Además de la capilla Stella Maris y de la capilla San Francisco de Asís, otros edificios católicos argentinos son la Capilla de la Santísima Virgen de Luján, construida en la base Marambio (isla Seymour); la Capilla Cristo Caminante, construida en la base San Martín; y la Capilla Nuestra Señora del Valle, en la base Carlini. A partir de 1995 el obispado Castrense de Argentina comenzó a desarrollar su programa de Pastoral antártica, asistiendo a las bases, barcos y personal antártico y destacando sacerdotes en las campañas antárticas. Desde 1996 las capillas de las bases antárticas argentinas cuentan de manera permanente con sagrarios con hostias consagradas y ministros extraordinarios de la Eucaristía designados por el obispo castrense. 
Chile construyó la Capilla de Santa María Reina de la Paz, una capilla católica construida en Villa Las Estrellas (islas Shetland del Sur). Santa María Reina de la Paz es un contenedor reutilizado con espacio para 36 personas, asistido por el Servicio Religioso de la Fuerza Aérea de Chile dependiente del obispado Castrense de Chile.
También hay un pequeño santuario católico en punta Hut cerca de la base McMurdo llamado Our Lady of the Snows y apodado en inglés Roll Cage Mary. Estuvo dedicado a un seabee de la Armada de Estados Unidos que murió durante la construcción de la base en 1956. Fue restaurado en 1995 por monjas carmelitas de Nueva Zelanda.

### Sitios ortodoxos

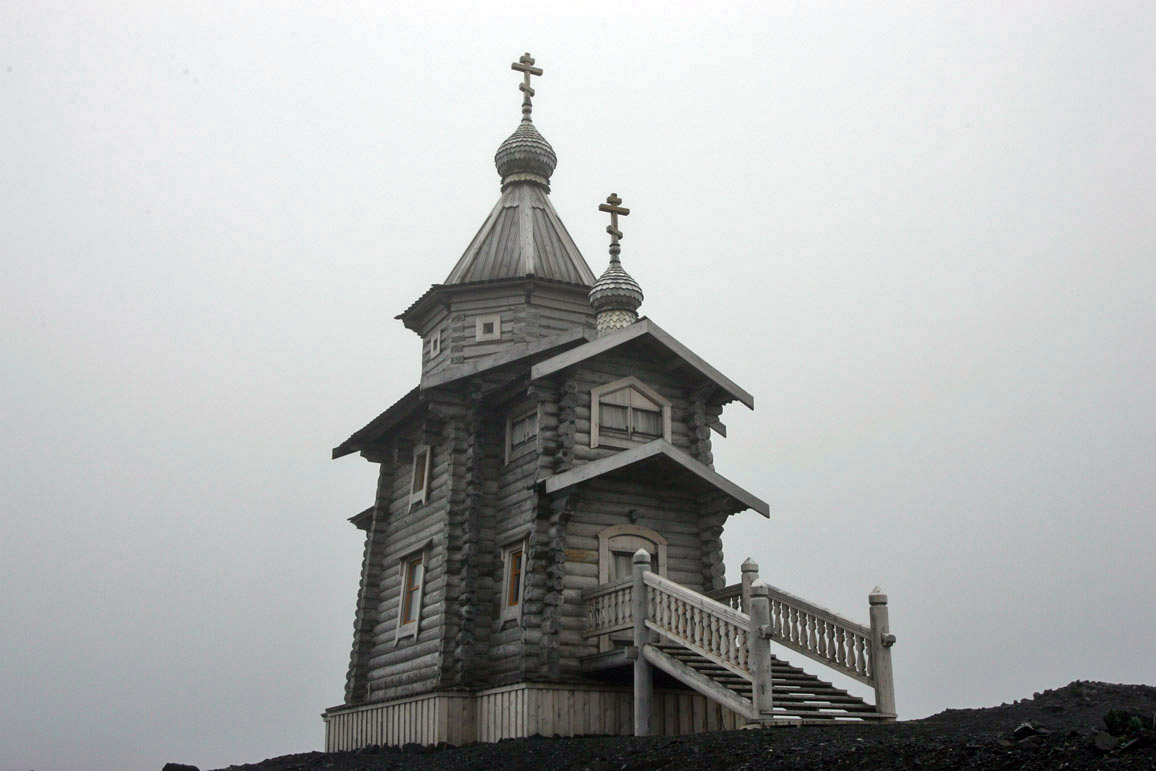
Iglesia de la Santa Trinidad en 2005.

La Expedición Antártica Soviética no promovió las actividades religiosas. Sin embargo, esto cambió con la caída de la Unión Soviética y del bloque comunista en Europa Oriental.
La Capilla San Juan de Rila es una capilla ortodoxa búlgara construida en 2003 en la base San Clemente de Ohrid (Islas Shetland del Sur). Es el primer edificio ortodoxo oriental de la Antártida, y el más meridional hasta que se erigió la Capilla San Volodímir (en patrocinio de Vladimiro el Grande) en la base Vernadsky.
El cementerio de la isla Buromski está entre los monumentos más destacados de la región. Se ha erigido una cruz ortodoxa rusa para marcar el sitio. La isla alberga un cementerio donde reposan 60 personas de la Unión Soviética, Checoslovaquia, la RDA y Suiza que murieron en ejercicio de sus funciones en las expediciones antárticas soviéticas y rusas. Ha sido designado un sitio o monumento histórico de la Antártica (SMH 9) a petición de Rusia a la Reunión Consultiva del Tratado Antártico.
Tras la petición del patriarca de Moscú Alejo II en 2002 de la construcción de un «templo para la Antártida», se construyó la Iglesia de la Santa Trinidad (Antártida) en la base Bellingshausen (Islas Shetland del Sur).
Abierta en 2004, es atendida durante todo el año por uno o dos sacerdotes, que también rotan cada año.